# Fokker F.VII
Fokker F.VII, znan tudi kot Fokker Trimotor je bilo trimotorno propelersko potniško/vojaško transportno letalo, ki ga je zasnoval nizozemski Fokker v 1920ih. Letalo so licenčno proizvajali tudi drugi proizvajalci. F.VII je bil prvo letalo številnih letalskih družb, se je pa uporabljal tudi kot vojaško transportno letalo.

## Specifikacije (Fokker F.VIIb/3m; Atlantic-Fokker C-2A)
Podatki iz 
Splošne karakteristike
- Posadka: 2
- Število sedežev: 8 potnikov
- Dolžina: 47 ft 11 in (14,60 m)
- Razpon kril: 71 ft 2 in (21,70 m)
- Višina: 12 ft 8 in (3,90 m)
- Teža praznega letala: 6725 lb (3050 kg)
- Naložena teža: 11570 lb (5200 kg)
- Pogon letala: 3 ×  radialni motorji Wright J-5 Whirlwind, 220 KM (164 kW)  vsak

 Zmogljivost 
- Potovalna hitrost: 92 vozlov (170 km/h)